# Тайс, Джордж
Джордж Тайс (англ. George Tice; 13 октября 1938, Ньюарк, Нью-Джерси — 16 января 2025) — американский фотограф. Известен своими широкоформатным и черно-белыми фотографиями Нью-Джерси, Нью-Йорка, освещением жизни Амишей. Также известен как профессиональный фотопечатник, он печатал фотографии для знаменитых американских фотографов: Эдварда Стайхена, Фредерика Эванса и Эдварда Уэстона.

## Биография и творчество
Родился в городе Ньюарк, Нью-Джерси, США. Самостоятельно учился фотографии. В 14 лет вступил в фотоклуб в родном городе. В 16 лет, во время смотра работ учеников, его работы были положительно оценены профессиональным фотографом, смотревшим выставку. В этом же году Тайс покинул школу и начал работать ассистентом в проявочной лаборатории фотостудии Ньюарка.
В 17 лет пошёл в армию, где был ассистентом фотографа. В 1959 году была опубликована его фотография взрыва на судне американского военного корабля. Эту фотографию увидел Эдвард Стайхен, на тот момент директор отдела фотографии в Музее современного искусства Нью-Йорка. Он приобрёл отпечаток этой фотографии для музея.
Около десяти лет Тайс работал в фотоателье в качестве портретного фотографа. Также он принимал участие в создании и деятельности The Witkin Gallery.
Позднее он перешёл от коммерческой деятельности к личным проектам, сфокусировав своё внимание на американском городе и сельском пейзаже. Также он начинает фотографировать сообщество Амишей в Ланкастере, штат Пенсильвания. В сложившейся фотосерии, над которой он работал около восьми лет, Тайс показывает их жизненный уклад и взаимодействие со средой вокруг. В 1970 году Тайс приступает к работе, в которой исследует свой родной штат. Фотографии этого периода становятся основой для его знаменитой серии под названием «Urban Landscapes», над которой он работал до 2000 года. С 1977 года он занимался преподавательской деятельность в Maine Photographic Workshops.
Основной корпус работ фотографа посвящён осмыслению пространства Америки. Джордж Тайс проявляет сосредоточенность на среде, фиксируя изменения американского ландшафта. Для работ Тайса характерны архитектурные и индустриальные мотивы, посредством которых он идентифицирует американское общество. Он раскрывает тему постепенного исчезновения разнородной американской культуры, уделяя особое внимание районам, находящимся на грани вымирания. В своих работах он раскрывает проблему постепенного замещения уникальной и локальной идентичности типовой гомогенной застройкой.
Джордж Тайс работал методами XIX века, в том числе, самостоятельно изготавливая фотографии — проявляя и печатая. Его работы отличает тонкая тональная проработка, фотографиям присущ широкий диапазон оттенков между чёрным и белым.
Его работы находятся в коллекциях таких музеев как Нью-Йоркский музей современного искусства (MoMA), Метрополитен-музей, Чикагский институт искусств.
В общей сложности опубликовано около 20 книг с его фотосериями.
В 2013 году про фотографа был снят документальный фильм «George Tice: Seeing Beyond the Moment».
Умер 16 января 2025 года в возрасте 86 лет.